# NGC 5185
NGC 5185 este o hi (21cm) source⁠(d) situată în constelația Fecioara. A fost descoperită în 19 martie 1787 de către William Herschel. Se află la o distanță de 125,31 de megaparseci de Pământ.